# Berta (nadajnik)

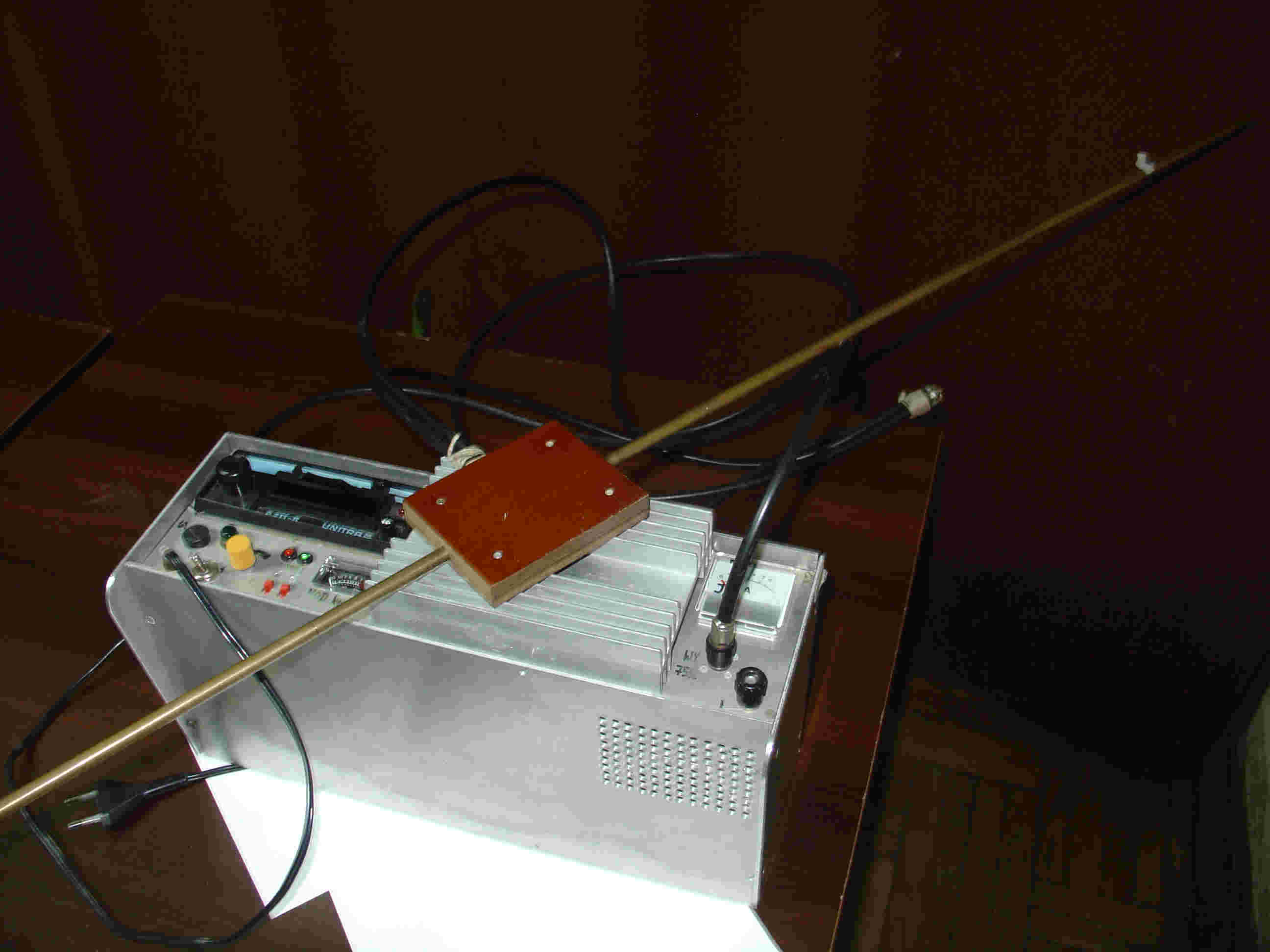
Nadajnik razem z anteną

Berta – zbudowany przez grupę Armenia i wykorzystywany w konspiracji w okresie stanu wojennego nadajnik radiowy nadający na telewizyjnej częstotliwości 66 MHz pasma UKF zintegrowany z odtwarzaczem kaset magnetofonowych zasilany prądem przemiennym 220 V. Mieścił się dużej torbie podróżnej i ważył kilkanaście kilogramów. Zagłuszał oryginalny sygnał transmitowany przez TVP zastępując go transmisją audycji Radia „Solidarność”. Miał zasięg do kilkuset metrów w zależności od gęstości zabudowy, konstrukcji ścian budynków i miejsca nadawania. W Warszawie wykorzystywany m.in. przez Grupy Oporu „Solidarni”. Audycje najczęściej nadawane były w porze głównego wydania Dziennika Telewizyjnego, co było szczególnie uciążliwe dla komunistycznych władz PRL.